# Scooby-Doo and the Alien Invaders
Scooby-Doo and the Alien Invaders (Scooby-Doo y los invasores alien en Hispanoamérica y Scooby-Doo y los invasores del espacio en España) es una película de misterio de ciencia ficción humorística animada directa a vídeo del 2000. Es la tercera película directa a video basada en la clásica serie de dibujos animados de Hanna-Barbera. La película fue producida por Hanna-Barbera. Es la tercera de las primeras cuatro películas de Scooby-Doo directo a video animadas en el extranjero por el estudio de animación japonés Mook Animation.
Fue la última película que presentó a Mary Kay Bergman como la voz de Daphne antes de su muerte el 11 de noviembre de 1999 y la película se dedicó a su memoria.

## Argumento
La pandilla está conduciendo por un desierto en Roswell, Nuevo México, cuando una tormenta de arena obliga a Shaggy a tomar un giro equivocado hacia una propiedad del gobierno. Poco después, un ovni hace que Shaggy estrelle la Máquina del Misterio y la pandilla se encuentra en las afueras de una pequeña ciudad. Mientras Scooby y Shaggy se quedan en la camioneta, Fred, Daphne y Vilma van a un restaurante local para pedir direcciones. Shaggy y Scooby ven a un animal mítico llamado jackalope, que toma su última Scooby Galleta. Persiguen al jackalope hasta una cueva, donde se encuentran con extraterrestres con forma de rana. Huyen de la cueva y corren hacia el restaurante en pánico.
Scooby y Shaggy le cuentan a la gente dentro del restaurante sobre su encuentro, pero la pandilla es escéptica. La camarera, Dottie, dice que varias personas afirmaron haber visto extraterrestres, pero que ella nunca los ha visto, aunque ha notado luces y sonidos extraños por la noche. El chef Sergio dice que un mes antes, el ganado local desapareció sin dejar rastro, después de lo cual mucha gente se fue del pueblo. Un hombre llamado Lester, que afirma haber sido secuestrado, cree en Scooby y Shaggy. También afirma tener fotografías de su secuestro; sin embargo, resultan ser nada más que pinturas. Luego le dice a la pandilla que desde la instalación de BFVE (Búsqueda de Formas de Vida Extraterrestre), ha habido numerosos informes de avistamientos de ovnis y ganado desaparecido.
La pandilla pasa la noche en la casa de Lester; sin embargo, su falta de espacio obliga a Scooby y Shaggy a dormir en el techo. Más tarde esa noche, son secuestrados. Los extraterrestres intentan examinar a los dos, pero Scooby puede liberarlos. Después de ser acorralados por los extraterrestres mientras intentaban escapar, se desmayan. Son despertados en medio del desierto por una fotógrafa nativa americana hippie llamada Crystal, y su perra dorada, Amber. Shaggy y Scooby se enamoran inmediatamente de ellas, antes de encontrarse con el resto de la pandilla en el restaurante.
La pandilla se propone encontrar un mecánico para reparar su camioneta cuando conocen a Steve, Laura y Max, que trabajan para BFVE. Fred, Vilma y Daphne hacen un recorrido por las instalaciones de BFVE, mientras que Crystal y Amber llevan a Scooby y Shaggy para tratar de encontrar y fotografiar al jackalope. Durante el recorrido, Vilma comienza a sospechar después de notar barro seco en las botas de la tripulación BFVE (que no se encontrarían en medio del desierto) y una gran cantidad de aceite (que Max afirmó que era para las antenas parabólicas, aunque es el tipo equivocado).
Mientras intentan encontrar al jackalope, Scooby, Shaggy, Crystal y Amber se ven obligados a abandonar el área por dos agentes del gobierno. Sin embargo, Crystal revela que es una agente del gobierno encubierta enviada para investigar a los extraterrestres, y los cuatro entran en una cueva cercana. Lester lleva al resto de la pandilla a un cañón donde Vilma cree que corre un río estacional para que puedan investigar. El cañón resulta estar seco, pero encuentran huellas de neumáticos y los siguen hasta una cueva llena de equipo de minería, la misma cueva en la que se encuentran Scooby y Shaggy. Ambas partes encuentran una enorme cantidad de oro en las paredes de la cueva antes de ser encontradas y perseguidas por extraterrestres. Fred, Vilma y Daphne son capturados, pero Shaggy, Scooby, Crystal y Amber escapan. Los alienígenas se revelan a sí mismos como la tripulación BFVE, y explican que se toparon con la cueva mientras buscaban una nueva ubicación para colocar otro plato BFVE. Debido a que el oro se encontró en tierras del gobierno, decidieron quedárselo todo para ellos usando disfraces alienígenas y dos agentes gubernamentales falsos para mantener a la gente alejada.
Después de que los agentes falsos arrinconan a Scooby, Shaggy, Crystal y Amber, Crystal y Amber se revelan como verdaderos alienígenas. Se disfrazaron de hippies porque la única información que tenían sobre la Tierra era de ver las transmisiones de televisión de la década de 1960. El ovni que sacó a la pandilla de la carretera era en realidad la nave espacial de Crystal y Amber. La pandilla, Crystal y Amber logran evitar que la tripulación de BFVE escape y los amarran. La tripulación BFVE y sus cómplices son arrestados, mientras Crystal y Amber regresan a su planeta de origen después de un sentido adiós. Shaggy y Scooby están desconsolados, pero una caja de Scooby Galletas les ayuda a olvidarse de sus penas. Mientras la pandilla se marcha, el jackalope reaparece y mira al cielo mientras el barco de Crystal y Amber pasa por una última vez.

## Reparto
| Personaje      | Actor de voz Estados Unidos | Actor de doblaje · México | Actor de doblaje · España |
| -------------- | --------------------------- | ------------------------- | ------------------------- |
| Scooby-Doo     | Scott Innes                 | Francisco Colmenero       | David García Vázquez      |
| Shaggy Roggers | Scott Innes                 | Arturo Mercado            | Juan Logar Jr.            |
| Fred Jones     | Frank Welker                | Ricardo Tejedo            | Luis Manuel Martín Díaz   |
| Daphne Blake   | Mary Kay Bergman            | Ilia Gil                  | Conchi López              |
| Vilma Dinkley  | B.J. Ward                   | Irene Jiménez             | Carolina Montijano        |
| Crystal        | Candi Milo                  | Sarah Souza               | Olga Cano                 |
| Lester         | Jeff Bennett                | Gabriel Chávez            | Javier Franquelo          |
| Dottie         | Jennifer Hale               | Magda Giner               | Laura Palacios            |
| Steve          | Mark Hamill                 | Carlos Hernández          | Pablo Sevilla             |
| Laura          | Audrey Wasilewski           | ¿?                        | Begoña Hernando           |
| Max            | Kevin Michael Richardson    | Víctor Hugo Aguilar       | Alejandro (Peyo) García   |
| Insertos       | N/D                         | Víctor Hugo Aguilar       | Miguel Zúñiga             |

## Personajes
- Scott Innes como Scooby-Doo y Shaggy Rogers
- Mary Kay Bergman como Daphne Blake
- Frank Welker como Fred Jones
- B.J. Ward como Vilma Dinkley
- Jeff Bennett como Lester
- Jennifer Hale como Dottie
- Mark Hamill como Steve
- Candi Milo como Crystal y Amber
- Kevin Michael Richardson como Max
- Neil Ross como Sergio
- Audrey Wasilewski como Laura

## Producción
Las películas de directo a vídeo de Scooby-Doo comenzaron con Scooby-Doo en la isla de los zombis en 1998, seguidas por El Fantasma de la Bruja en 1999. Las primeras películas habían funcionado tan bien que el estudio consideró a Scooby-Doo como una propiedad que se vendería". El Fantasma de la Bruja tuvo una producción problemática, y los ejecutivos del estudio insistieron en que el equipo siguiera un guion escrito por guionistas externos que el equipo consideraba insatisfactorio. A diferencia de su predecesor, Los Invasores Alienígenas fue una producción en gran parte fluida, con poca supervisión ejecutiva. La película fue escrita por Davis Doi y Lance Falk, con Glenn Leopold contribuyendo con pequeños elementos.

## Recepción
La película recibió críticas mixtas a positivas por parte de los críticos. Recibió un índice de aprobación del 80% en Rotten Tomatoes, basado en cinco revisiones. David Parkinson de Radio Times, le dio a la película un tres de cinco estrellas, diciendo: "Esta aventura de dibujos animados es el mejor de una serie de largometrajes derivados de la muy querida serie de televisión". Common Sense Media dio la película tenía tres de cada cinco estrellas y decía: "Esos chicos entrometidos" encuentran breves sustos extraterrestres".